# Dècada del 40

## Esdeveniments
- Introducció del cristianisme a Egipte.
- 44 - Sant Jaume, morí degollat a Jerusalem, essent un dels primers màrtirs del cristianisme.

## Personatges destacats
- Claudi, emperador romà (41-54).
- Calígula, emperador romà (37-41).